# Garniga Terme
Garniga Terme – miejscowość i gmina we Włoszech, w regionie Trydent-Górna Adyga, w prowincji Trydent.
Według danych na rok 2004 gminę zamieszkiwały 384 osoby, 29,5 os./km².